# Kolonien Natal
 For alternative betydninger, se Natal. (Se også artikler, som begynder med Natal)
Natal var en britisk koloni i syd-øst Afrika.
Området blev erklæret for en britisk koloni 4. maj 1843, efter den britiske regering havde annekteret Boerrepublikken Natalia. 31. maj 1910 blev Natal kombineret med tre andre kolonier, og udgjorde nu Sydafrika. I dag hedder Natal KwaZulu-Natal, og er en provins i Sydafrika.

## Historie
Natal blev opdaget af portugiseren Vasco da Gama, der her fejrede julen 1497, hvorfor han gav landet navnet Terra natalis (Julelandet). I 1721 anlagde hollænderne en koloni ved Port Natal, men opgav den hurtig igen.

### Britiske bosættelse
I 1823 dannede Francis Farewell, en tidligere løjtnant i den britiske flåde, sammen med andre købmænd i Cape Town et firma for handel med indfødte langs den sydøstlige kyst. I briggen "Salisbury", som blev administreret af James S. King, som havde været midshipman i flåden, besøgte Farewell Port Natal, St. Lucia Bay og Delagoa Bay. Rejsen var ikke vellykket som en handelsrejse, men Farewell var så imponeret over Natals muligheder både for handel og kolonisering, at han besluttede at etablere sig i havnen. Han fortsatte med ti ledsagere, blandt dem Henry Francis Fynn. Alle de øvrige deltagere bortset fra Farewell og Fynn hurtigt tilbage til Cape, men de to, der blev tilbage, fik selskab af tre søfolk John Cane, Henry Ogle og Thomas Holstead. Farewell, Fynn og de andre drog til Shakas kongelige kraal, og efter at have helbredt et sår, han havde, og givet ham forskellige gaver, fik han et dokument dateret 7. august 1824, der overdrog til "FG Farvel & Company hele og fuld besiddelse i evighed" af en del af landet, herunder "Port Natal eller havn". Den 27. i samme måned erklærede Farvel det område, han havde erhvervet, for britisk besiddelse. I 1825 fik han selskab af James S. King, som i mellemtiden havde besøgt England og af regeringen fået et anbefalingsbrev til Lord Charles Somerset, guvernør i Cape, der gav King tilladelse til at bosætte sig i Natal. Farewell, King og Fynn lavede uafhængige bosættelser i forskellige dele af bugten.
I 1834 blev en anmodning fra Cape Town-købmænd, der bad om oprettelse af en britisk koloni i Natal, besvaret med en erklæring om, at Cape finanserne ikke ville tillade etablering af en ny afhængighed. Købmændene sendte dog en ekspedition under dr. Andrew Smith for at undersøge landets muligheder, og hans betænknings gunstige karakter bevirkede også blandt en del boere under lederskab af Piet Uys en beslutning om ligeledes at drage derhen. Både Dr Smith og Uys rejste over land gennem Kaffraria og blev godt modtaget af den engelske indbyggere i bugten. Det næste skridt blev taget af bosætterne i havnen, som i 1835 besluttede at opbygge en by, som de navngav Durban, efter Benjamin d'Urban, den daværende guvernør i Kapkolonien (Cape Colony). Samtidig sendte bosætterne, som talte omkring 50 individer, et henvendelse til guvernøren for at gøre opmærksom på, at de var anerkendte herskere over en stor del af territoriet syd for Tugela-floden og bede om, at dette område skulle proklameres som en britisk koloni, og at en guvernør og et råd udpeges. Til alle disse anmodninger blev der ikke givet noget officielt svar. Statsborgerne var blevet forenet i det år, der blev kaldt (1835) af Allen Francis Gardiner, en flåde officer, hvis hovedmål var de indfødtes evangelisering. Med støtte fra de erhvervsdrivende grundlagde han en missionsstation på bakken med udsigt over bugten. I 1837 fik Gardiner autoritet fra den britiske regering til at udøve jurisdiktion over de erhvervsdrivende. De nægtede dog at anerkende Gardiner's myndighed, og fra Cape Government modtog han ingen støtte.
Den næste bølge af indvandring bestod af Voortrekkers, der flygtede den britiske regering i Cape Colony, som fordrev de engelske bosættere i Port Natal. I maj 1838 tog boerne kontrol over havnen, og kort efter etablerede de Natalia-republikken. Republikken led under en uorganiseret regering og dårlige forbindelser med zuluerne. Den 2. december 1841 udstedte sir George Thomas Napier, guvernør for Kapkolonien, en proklamation, hvori han erklærede det for sin hensigt at genoptage britisk militær besættelse af Port Natal. Dette førte til, at de fleste Voortrekkers forlod området efter 1843.

### Britisk anneksion
Natal blev proklameret som en britisk koloni i 1843 og administreret fra Kapkolonien i 1844. Det var dog først i 1845, da en effektiv administration blev installeret med Martin West som løjtnant-guvernør, at Boernes Volksraads magt endelig kom til sin afslutning.
I april 1842 skrev Lord Stanley, daværende "sekretær for krigstilstand og kolonierne" (Secretary of State for War and the Colonies) i den anden Peel-regering til Sir George Napier, at oprettelsen af en koloni i Natal kun ville have ringe udsigt til at have en fremtid, men erklærede samtidig, at udvandrernes forhåbninger til at blive betragtet som et selvstændigt samfund ikke kunne indrømmes. Der blev foreslået forskellige foranstaltninger, som kun ville have forværret situationen. Endelig accepterede Sir Stanley, i en skrivelse af 13. december der blev modtaget i Cape Town den 23. april 1843, i overensstemmelse med de stærkt argumenterede synspunkter fra Sir George Napiers side, at Natal blev en britisk koloni. De oprettede institutioner skulle så vidt muligt være i overensstemmelse med befolkningens ønsker, men det var en grundlæggende betingelse "at der ikke i lovens øje skulle være nogen sondring eller diskvalifikation uanset, om den kun var baseret på forskelle med hensyn til farve, oprindelse, sprog eller trosretning". Sir George udnævnte derefter Henry Cloete (en broder til oberst Cloete) en særlig kommissær for at forklare Natal Volksraad regeringens beslutning.
Der var en stor del af Natal-boerne, der stadig var stærkt imod briterne, og de blev forstærket af en lang række grupper af boere, der kom over Drakensberg fra Winburg og Potchefstroom. Kommandant Jan Mocke fra Winburg (som havde hjulpet til at belejre kaptajn Smith i Durban) og andre fra "krigspartiet" forsøgte at få Volksraad til ikke at bøje sig, og der blev udarbejdet en plan for at myrde Pretorius, Boshof og andre ledere, som nu var blevet overbeviste om, at den eneste chance for at afslutte tilstanden af fuldstændig anarki, hvori landet var faldet, var ved at acceptere britisk suverænitet. Under disse omstændigheder var Henry Cloete's opgave forbundet med stor vanskelighed og delikatesse. Han optrådte med den yderste takt og slap af med borgere fra Winburg og Potchefstroom ved at erklære, at han ville anbefale Drakensberg som den nordlige grænse for Natal. Den 8. august 1843 accepterede Natal Volksraad enstemmigt de betingelser, som Lord Stanley havde foreslået. Mange af de Boere, der ikke ville anerkende britisk styre, trak endnu en gang over bjergene ind i, hvad nu er Oranjefristaten (Orange Free State) og Transvaal-provinsen. I slutningen af 1843 var der ikke mere end 500 nederlandske familier tilbage i Natal.
Cloete besøgte Mpande før han vendte tilbage til Cape og fik en værdifuld koncession fra ham. Hidtil havde Tugela fra det kilder til udmundingen været den anerkendte grænse mellem Natal og Zululand. Mpande overdrog til Natal hele territoriet mellem Buffalo og Tugela-floderne, der nu udgør Klip River County.

### Koloniens vækst
Koloniens tidlige befolkningsvækst blev drevet af bosættelse fra Det Forenede Kongerige (Storbritannien) mellem 1849 og 1851 med ca. 4500 emigranter mellem 1848 og 1851. Fra det tidspunkt, hvor den første betydelige gruppe af britiske bosættere ankom, daterer sig udviklingen af handel og landbrug i kolonien, først noget senere efterfulgt af udnyttelsen af landets mineralressourcer. Samtidig blev der etableret skoler og forskellige kirker begyndte eller øgede deres arbejde i kolonien. John Colenso, udnævnt til biskop af Natal, ankom i 1854. I 1856 blev landets afhængighed på Kapkolonien bragt til ophør, og Natal udgjorde herefter en særskilt koloni med et lovgivende råd bestående af 16 medlemmer, tolv valgt af indbyggerne og fire nomineret af Kronen. På det tidspunkt oversteg befolkningen af bosættere og deres efterkommere 8.000. Mens de var afhængige af Kapkolonien, var blevet vedtaget at fastlægge romersk-nederlandsk lov som Natals lov, og bortset fra de tilfælde, hvor lovændringer blev vedtaget, forblev dette i kraft.
Den 14. september 1876 modtog Colonial Office i Det Forenede Kongerige et telegram fra Sir Henry Barkly i Cape Town om Transvals overhængende sammenbrud, fordi Transvals præsident Burger og hans mænd var blevet trængt i defensiven efter deres angreb på Sekhukhune og hans folk pedi (eller basotho). Dette forargede Henry Herbert, 4th Earl of Carnarvon, som fik tilladelse fra Disraeli til at udnævne Sir Theophilus Shepstone (kendt af zuluerne med æresbetegnelsen som somtseu, der betyder "nationens far"), der havde tjent 30 år som Natal administrator, først som diplomatisk agent i forhold til indfødte stammer, derefter som sekretær for indfødte anliggender, at fungere som specialkommissær i Transvaal. Den 15. december 1876 drog sir Shepstone med 25 tropper fra Natal Mounted Police og andre fra Pietermaritzburg til Pretoria for at annektere Transvaal. Ved ankomsten den 27. januar 1877 fik de en hjertelig modtagelse. Den kontroversielle britiske anneksion af Transvaal blev forstyrret, da Sekhukhune angiveligt havde underskrevet en fredsaftale med boerne, hvilket fjernede den vigtigste begrundelse for den britiske intervention i Transvaal på det tidspunkt. Ikke desto mindre fortsatte spændingerne mellem de britiske kolonister og zuluerne at vokse, hvilket kulminerede i Zulukrigen. Efter et indledende nederlag kunne briterne erobre Zululand, hvor de etablerede et protektorat over et underopdelt kongerige. Dette viste sig imidlertid utilfredsstillende for den koloniale regering, og 18 år senere blev kongeriget knyttet til Natal-kolonien, hvilket fordoblede dens størrelse.
I 1884 var af landets 48.560 km2 areal kun omkring 350 km2 opdyrkede af europæerne og 1.200 km2 af kafferne. De vigtigste afgrøder var majs, kafferkorn (Sorghum caffrarium), batater samt meloner. Europæerne dyrkede tillige hvede samt havre og byg. Den vigtigste næringsvej var imidlertid husdyrhold med omkring 570.000 stykker kvæg, 560.000 får og 80.000 angorageder. Landet havde i 1884 424.495 indbyggere, hvoraf omkring 35.000 hvide (af dem var ca. 20% af hollandsk oprindelse), 27.000 indiske kulier og resten kaffere.
I 1884 forårsagede Witwatersrand Gold Rush en betydelig tilstrømning af kolonister fra Natal til Transvaal. I 1886 havde landet 350 km jernbaner. Jernbanerne var stadig langt fra Transvaal-grænsen, og Natal var derfor den nærmeste rute for guldsøgere fra Kapkolonien eller fra Europa. Durban blev snart trængt, og Pietermaritzburg, som praktisk talt lå ved enden af Natal-jernbanen, var den base, hvorfra næsten alle ekspeditioner til guldfelterne blev afsendt. Rejsen til De Kaap i bullock-vogne varede omkring seks uger. "Kurveying" (transport af bullock-vogne) udgjorde i sig selv en stor industri. To år senere, i 1886, blev Rand-guldfelterne proklameret, og handelens vækst, som allerede havde bredt sig ind i Transvaal, steg støt. Natal-kolonisterne var ikke kun de første med transporttrafikken til de nye guldfelter; de blev nogle af de tidligste indehavere af miner, og i flere år havde mange af de største mineselskaber deres hovedkontorer i Pietermaritzburg eller Durban. Samme år, i 1886, nåede jernbanen Ladysmith, og i 1891 blev den færdiggjort til Transvaal-grænsen ved Charlestown, strækningen fra Ladysmith nordpå åbnede Dundee og Newcastle kulfelterne. Således blev en ny industri tilføjet til koloniens ressourcer.
Den efterspørgsel, som den voksende handel førte til på den eneste havn i Natal, Durban, fik kolonisterne til at fordoble deres bestræbelser på at forbedre Durban havn. Store bølger fra Det Indiske Ocean bryder altid ind mod kysten, selv i det fineste vejr, og ved hver naturlige havns udmunding forekommer der en barre. At uddybe kanalen over barren i Durban således, at dampskibe kunne komme ind i havnen, var årsagen til arbejde og udgifter i mange år. Havnearbejder blev påbegyndt i 1857, pier og moler blev bygget, muddermaskiner importeret, og der udviklede sig kontroverser over de forskellige tiltag til forbedring af havnen. I 1881 blev der dannet en havnestyrelse under ledelse af Harry Escombe. Denne kontrollerede operationerne for at forbedre havadgangen indtil 1893, da den blev ophævet ved oprettelsen af en ansvarlig regering. Arbejdet med at forbedre havnen blev imidlertid fortsat med kraft, og til sidst blev der i 1904 opnået en sådan succes, at fartøjer i den største klasse var i stand til at komme ind i havnen. Samtidig udviklede jernbanesystemet sig løbende under Natal Railway Company.
Kolonien havde 543.913 indbyggere i 1891, heraf 46.788 europæere, 41.142 indiske kulier, resten kaffere.
I mange år havde der været agitation blandt kolonisterne for selvstyre. I 1882 blev kolonien tilbudt selvstyre kombineret med forpligtelse til at kunne forsvare sig selv. Tilbuddet blev afvist, men i 1883 blev lovgivningsrådet ændret således, at det bestod af 30 medlemmer, hvoraf 7 blev udnævnt af Kronen og 23 valgt af folket.. I 1890 førte valget til rådet til, at der atter kom et flertal til fordel for at acceptere selvstyre, og i 1893 blev en lovforslag om oprettelse af ansvarlig regering vedtaget og godkendt af imperiets regering. På det tidspunkt talte de hvide indbyggere ca. 50.000. Valgloven blev indrettet for at forhindre, at mere end nogle få indfødte kunne opnå valg. Begrænsninger i denne retning gik så langt tilbage som 1865, men i 1896 blev der vedtaget tiltag rettet mod udelukkelse af indfødte fra valget. Den partileder, som søgte ansvarlig regering, var John Robinson, der var kommet til Natal i 1850, var en førende journalist i kolonien, havde været medlem af lovgivningsrådet siden 1863 og havde fyldt forskellige officielle stillinger. Han blev nu den første premierminister og koloniale sekretær med Harry Escombe som generaladvokat og F.R. Moor som sekretær for indfødte anliggender.
Ifølge forfatningen af 1893 blev den lovgivende magt udøvet af en guvernør som dronningens repræsentant samt et parlament bestående af et råd på 11 medlemmer udnævnte af guvernøren med ministrenes tilslutning for en 10 årig periode samt en folkeforsamling på 37 medlemmer valgte for en 4 årig periode ved et parlamentsvalg. Den udøvende magt blev forvaltet af guvernøren og de af denne udnævnte ministre (højst 6), som skulle være medlemmer af parlamentet.
I 1895 blev omkring 815 km2 dyrkede af europæere og 1.500 km2 af kaffere. Samme år fandtes omkring 740.000 stykker kvæg, 346.000 geder og 970.000 får. Udførslen havde i 1895 en værdi af 1,3 mio. pd, indførslen af ca. 2,5 mio. Jernbanerne havde i 1896 en længde på 647 km, alle byggede af regeringen, telegraflinjerne omkring 1.100 km. En kabel forbandt Durban med Aden.
John Robinson forblev premierminister indtil 1897, et år præget af anneksionen af Zululand til Natal. I 1898 trådte Natal ind i Toldunionen, der allerede eksisterede mellem Kapkolonien og Oranje-fristaten.

### Boerkrigen og dens følger
Den Anden boerkrig brød ud den 11. oktober 1899 med boernes beslaglæggelse af et Natal-tog på grænsen til Oranje-fristaten. Boerstyrkerne besatte hurtigt Newcastle. I slaget ved Talana Hill den 20. oktober 1899, uden for Dundee, besejrede britiske styrker under William Penn Symons boernes styrker men til høj pris og trak sig tilbage til Ladysmith. Boerstyrkerne trængte videre frem til Ladysmith og omringede byen og afskar dens kommunikation fra syd. Belejringen af Ladysmith varede indtil 28. februar 1900, da byen blev befriet af styrker under Redvers Buller. I løbet af de seks uger forud for nødhjælpen var der 200 dødsfald opstået alene fra sygdomme, og i alt blev der rapporteret at 8.424 havde været indlagte på hospitalerne. Befrielsen af Ladysmith førte snart til, at boerstyrkerne evakuerede Natal og trak nordover.
Som et resultat af krigen blev et området, der tidligere havde hørt under Transvaal, nu tilføjet det område, der omfattede Natal. Nærmere bestemt blev følgende distrikter overført til Natal: distriktet Vryheid, Utrecht-distriktet og den del af Wakkerstroom-distriktet, som var omfattet af en linje trukket fra det nordøstlige hjørne af Natal øst for Volksrust i nord retning til toppen af Drakensberg-området, der ligger lige nord for byen Wakkerstroom, til hovedstrømmen i Pongola-floden og derfra efter fra Pongola-floden til grænsen til Utrecht-distriktet.
De distrikter, der blev overført til Natal, indeholdt omkring 6.000 hvide indbyggere (for det meste afrikanere) og ca. 92.000 indfødte og havde et område på næsten 18.000 km2 således, at denne anneksion betød en forøgelse af den hvide befolkning i Natal på ca. tiendedel, af den indfødte befolkning ligeledes på omkring en tiendedel, og ti territoriet på ca. en fjerdedel. En retsakt, der godkendte anneksionen, blev vedtaget i 1902, og territorierne blev formelt overført til Natal i januar 1903.
Den 31. maj 1910 blev Natal koloni Natal-provinsen, en af de grundlæggende provinser i Sydafrika.

## Sukker og indiske arbejdere
De britiske bosættere erkendte hurtigt, at kystlandene var velegnede til dyrkning af tropiske eller semi-tropiske produkter, og fra 1852 blev der introduceret sukker, kaffe, bomuld og arrowroot, idet te efterfølgende blev erstattet af kaffe. Sukkerindustrien blev snart vigtig, og planterne blev tvunget til at søge et stort antal arbejdere. De frivillige indfødte meldte sig ikke i tilstrækkeligt antal, og det var nødvendigt at anvende arbejdere fra Indien. De første indiske arbejdere nåede Natal i 1860. De kom som kontraktarbejdere, men ved udløbet af deres kontrakt fik de lov til at bosætte sig i kolonien. Den indiske befolkning steg hurtigt, inderne blev markedsgartnere, landmænd, høkere og handlende. Natal var ene blandt de sydafrikanske stater om at byde inderne velkommen.
Så tidligt som 1893, da Gandhi ankom til Durban, udgjorde indere næsten halvdelen af den ikke-afrikanske befolkning, og i 1904 var der flere indere end hvide i Natal. I 1894 hjalp Gandhi med at etablere Natal Indian Congress for at bekæmpe forskelsbehandling af indere.